# Bougival
Bougival är en kommun i departementet Yvelines i regionen Île-de-France i norra Frankrike. Kommunen ligger i kantonen La Celle-Saint-Cloud som tillhör arrondissementet Saint-Germain-en-Laye. År 2022 hade Bougival 9 083 invånare.

## Befolkningsutveckling
Antalet invånare i kommunen Bougival
| Referens: INSEE |